# Theodor Roß

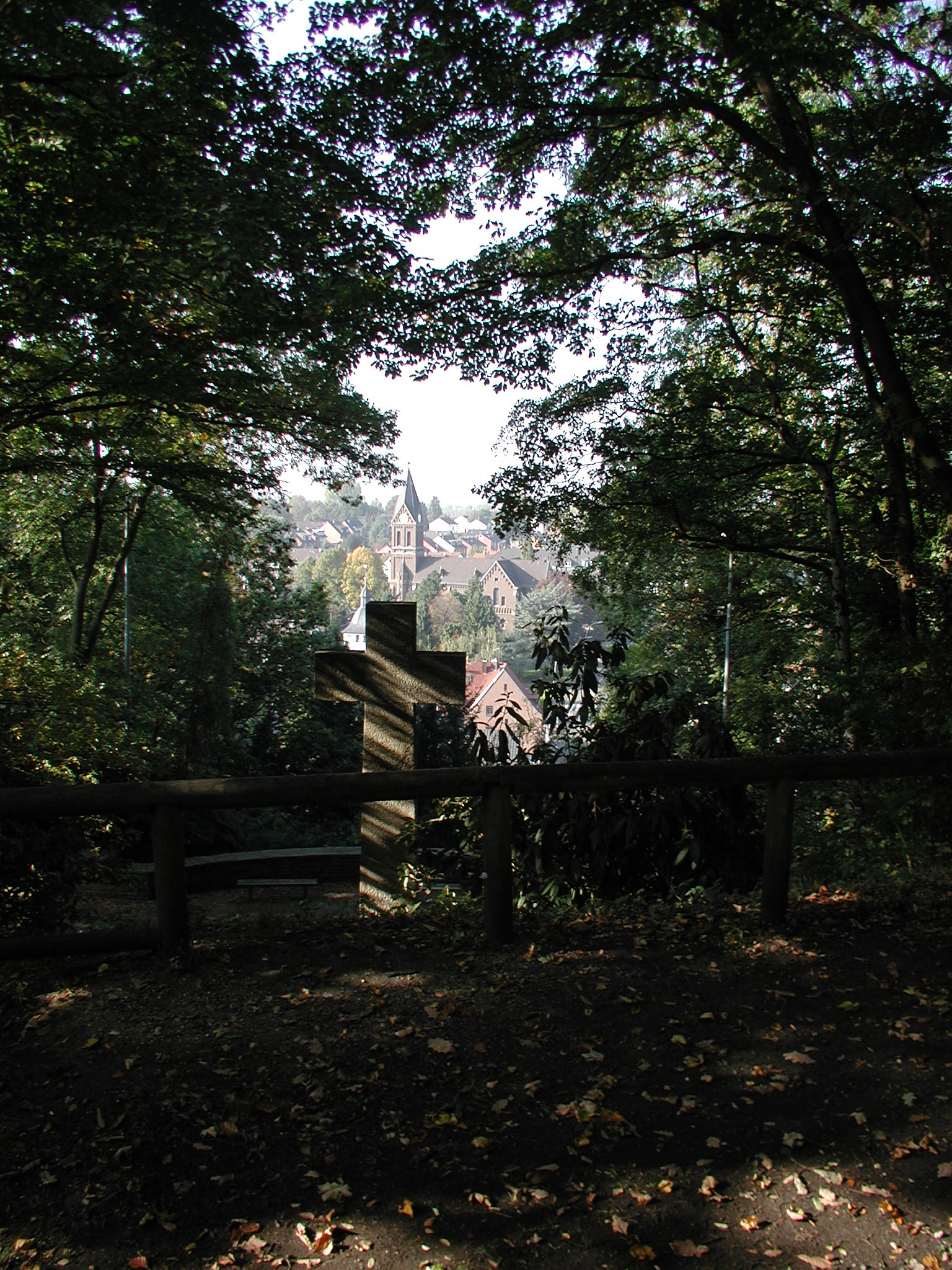
St. Katharina, Alt-Hürth

Theodor Roß (* 23. August 1864 in Köln; † 6. September 1930 ebenda) war ein deutscher Architekt, der um die Jahrhundertwende im Bereich Köln hauptsächlich Kirchen erbaute. Der seit den 1890er Jahren als Privatarchitekt tätige hatte sich auf Sakralbauten spezialisiert, wechselte jedoch ab 1913 in die Sparte Wohnungsbau und wurde dabei unter anderem für den Kölner Erbbauverein tätig.

## Leben
Theodor Roß war der Sohn des Architekten Peter Roß und seiner Frau Katharina (geb. Kruchen). Am 6. September 1890 heiratete er Gertrud Schmitz, die eine Tochter des Kölner Domwerkmeisters und nachmaligen Straßburger Dombaumeisters Franz Schmitz war. Aus dieser Ehe gingen zwei Söhne und vier Töchter hervor. Theodor Roß verstarb am 6. September 1930 und wurde auf dem Kölner Melaten-Friedhof bestattet. Sein Grab bleibt als Ehrengrab erhalten.
Zum Zeitpunkt seines Todes war Theodor Roß Mitglied des Kirchenvorstandes der Kölner Gemeinde St. Gereon.
Sein Nachlass befand sich im Historischen Archiv der Stadt Köln.

## Werk (Auswahl)
| Jahr      | Bild | Ort                  | Objekt                                                          | Bundesland          | Kommentar |
| --------- | ---- | -------------------- | --------------------------------------------------------------- | ------------------- | --- |
| 1888–1891 |      | Immerath             | Katholische Pfarrkirche: St. Lambertus                          | Nordrhein-Westfalen | Übernahme der Bauleitung nach dem Tod des Architekten Erasmus Schüller am 20. Januar 1890. Am 13. Oktober 2013 wurde die Pfarrkirche profaniert und am 8. und 9. Januar 2018 vollständig abgerissen, da sie dem Tagebau Garzweiler weichen musste. Als Ersatz wurde am Umsiedlungsort Immerath (neu) 2013/2014 eine kleine Kapelle nach Plänen von Johannes Klomp erbaut. |
| 1890–1891 |      | Berrenrath           | Katholische Pfarrkirche St. Wendelinus                          | Nordrhein-Westfalen | Die Kirche wurde 1958 abgerissen, da sie wie das ganze Dorf Berrenrath dem Braunkohleabbau in Hürth weichen musste. Im gleichnamigen Umsiedlungsort wurde als Ersatz zwischen 1956 und 1957 eine neue Pfarrkirche nach Plänen von Fritz Schaller errichtet. |
| 1890–1892 |      | Heisterbacherrott    | Katholische Filialkirche St. Judas Thaddäus                     | Nordrhein-Westfalen | Bauleitung nach einem Entwurf von Franz Schmitz |
| 1892      |      | Herkenrath           | Katholische Pfarrkirche St. Antonius Abbas                      | Nordrhein-Westfalen | Erweiterung um Querschiff und Chor, 1962 abgerissen |
| 1892–1893 |      | Büderich             | Katholische Pfarrkirche St. Mauritius                           | Nordrhein-Westfalen | |
| 1893      |      | Geyen                | Katholische Pfarrkirche St. Cornelius                           | Nordrhein-Westfalen | |
| 1893      |      | Niederembt           | Katholische Pfarrkirche St. Martinus                            | Nordrhein-Westfalen | Anbau des südlichen Seitenschiffs und Errichtung eines neuen Chors. |
| 1894      |      | Büsdorf              | Katholische Pfarrkirche St. Laurentius                          | Nordrhein-Westfalen | |
| 1894      |      | Dirmerzheim          | Katholisches Pfarrhaus                                          | Nordrhein-Westfalen | |
| 1894–1895 |      | Alt-Hürth            | Katholische Pfarrkirche St. Katharina                           | Nordrhein-Westfalen | |
| 1894–1895 |      | Morken-Harff         | Katholische Pfarrkirche St. Martinus                            | Nordrhein-Westfalen | Die Kirche wurde 1974 abgerissen, da sie dem Tagebau Garzweiler weichen musste. |
| 1894–1896 |      | Eschweiler über Feld | Katholische Filialkirche St. Heribert                           | Nordrhein-Westfalen | |
| 1895      |      | Raderberg            | Herz-Jesu-Kloster                                               | Nordrhein-Westfalen | |
| 1895–1898 |      | Reusrath             | Katholische Pfarrkirche St. Barbara                             | Nordrhein-Westfalen | |
| 1895–1909 |      | Köln                 | Katholische Pfarrkirche Herz Jesu                               | Nordrhein-Westfalen | Bauleitung nach Entwurf von Friedrich von Schmidt. |
| 1896–1897 |      | Spiel                | Machabäerhof (Wohnhaus Zillikens)                               | Nordrhein-Westfalen | [ 5 ] |
| 1898      |      | Willich              | Haus Broich                                                     | Nordrhein-Westfalen | [ 6 ] |
| 1898–1899 |      | Arnoldsweiler        | Katholisches Pfarrhaus                                          | Nordrhein-Westfalen | |
| 1898–1900 |      | Hennef               | Katholische Pfarrkirche St. Simon und Judas                     | Nordrhein-Westfalen | |
| 1899      |      | Köln-Neuehrenfeld    | Katholische Pfarrkirche St. Peter                               | Nordrhein-Westfalen | |
| 1898–1901 |      | Merzenich            | Katholische Pfarrkirche St. Laurentius                          | Nordrhein-Westfalen | |
| 1900      |      | Niederembt           | Katholische Pfarrkirche St. Martinus                            | Nordrhein-Westfalen | Restaurierung des Glockenturms |
| 1899–1901 |      | Rheydt               | Waisenhaus der Pfarre St. Marien                                | Nordrhein-Westfalen | 1989 Umbau zu Pfarrheim "Haus Emmaus" durch Architekt Peter-Paul Bernert. |
| 1899–1902 |      | Arnoldsweiler        | Katholische Pfarrkirche St. Arnold                              | Nordrhein-Westfalen | |
| 1901–1902 |      | Sieglar              | Katholische Filialkirche St. Johannes vor dem Lateinischen Tore | Nordrhein-Westfalen | Neubau von Querhaus und Chor |
| 1902–1904 |      | Broichweiden         | Katholische Pfarrkirche St. Lucia                               | Nordrhein-Westfalen | |
| 1902–1904 |      | Geistingen           | Kloster und Kirche des Redemptoristen-Klosters                  | Nordrhein-Westfalen | |
| 1904      |      | Stommeln             | Katholische Pfarrkirche Neu St. Martinus                        | Nordrhein-Westfalen | |
| 1903–1905 |      | Niederau             | Katholische Pfarrkirche St. Cyriakus                            | Nordrhein-Westfalen | |
| 1905–1907 |      | Bergrath             | Katholische Pfarrkirche St. Antonius                            | Nordrhein-Westfalen | |
| 1907      |      | Dünstekoven          | Katholische Kapelle St. Katharina                               | Nordrhein-Westfalen | |
| 1907–1912 |      | Giesenkirchen        | Katholische Pfarrkirche St. Gereon                              | Nordrhein-Westfalen | 1907–1909 Bau des Kirchenschiffs, 1911–1912 Bau des Glockenturms |
| 1910–1912 |      | Jüchen               | Katholische Pfarrkirche St. Jakobus der Ältere                  | Nordrhein-Westfalen | Verlängerung des Kirchenschiffs von Julius Busch und Bau des Glockenturms |
| 1911      |      | Niederdollendorf     | Katholische Pfarrkirche St. Michael                             | Nordrhein-Westfalen | |
| 1930      |      | Elsen                | Katholische Pfarrkirche St. Stephanus                           | Nordrhein-Westfalen | Wiederaufbau nach Brandschaden, zusammen mit seinem Bruder Paul. |